# Karl-Gustav Lagerfelt
Israël Karl-Gustav "K-G" Eugène Lagerfelt, född 21 november 1909 i Jönköping, död 11 december 1986, var en svensk diplomat, friherre och fideikommissarie.

## Biografi
Lagerfelt var son till kaptenen, friherre Gustaf Adolf Lagerfelt och friherrinnan Gertrud von Essen. Han tog juris kandidatexamen 1932 och filosofie kandidatexamen 1935 innan han blev attaché vid Utrikesdepartementet (UD) 1935. Lagerfelt tjänstgjorde i Helsingfors 1936, London 1938 och vid UD 1938. Han var andre sekreterare 1939 och förste sekreterare vid UD 1943. Lagerfelt var förste sekreterare i London 1943, Paris 1947, vid UD 1948 och var byråchef vid UD 1950 (tillförordnad 1948). Han var diplomatisk representant i Japan 1951, envoyé i Tokyo 1952-1956 samt var ständigt ombud vid kol- och stålunionens höga myndighet i Luxemburg 1956-1963, Europarådet 1957-1963, Euratom och EEC i Bryssel 1959-1963.
Han var sändebud i Wien 1964-1969, i Haag 1969-1972 samt ambassadör och chef för Sveriges ständiga delegation hos de internationella organisationerna i Genève 1972-1975. Lagerfelt var ordförande i FN:s konferens om handel och utvecklings (Unctad) råd 1976-1977, konsult vid Volvo International Development Corporation 1978-1979 och ordförande i parlamentariska IDB-utredningar 1980-1982. Han var också biträdande ombud och sakkunnig i FN:s generalförsamling 1967, 1976 och 1977.

## Familj
Lagerfelt gifte sig för första gången 1947 med Sara Champion de Crespigny (1914-1967), dotter till den brittiske majoren Vierville Champion de Crespigny och Nora McSloy. Lagerfelt är far till Caroline (född 1947) och Johan (född 1949).
Lagerfelt gifte sig för andra gången 1974 med Monique Suetens (1932-2010), dotter till den belgiske direktören Albert Suetens och Madeleine Limpens. Lagerfelt avled 1986 och gravsattes på Kumla kyrkogård i Kumla.
Lagerfelt ärvde 1948 Säbylunds herrgård, som var ett fideikommiss från sin morbror Carl von Essen. Fideikommisset upphörde 1970, när sonen Johan köpte egendomen av sin far. Johan som varit yrkesverksam som narkosläkare i Örebro sålde Säbylund 2015.

## Utmärkelser
Lagerfelts utmärkelser:
- Före detta Härold vid Kungl. Maj:ts orden (fd Härold v KMO)
- Riddare av Nordstjärneorden (RNO)
- Riddare av Johanniterorden (RJohO)
- 1. klass av Japanska Spegelorden eller Helgade skattens orden (JHSO1kl)
- Kommendör av 1. klass av Finlands Lejons orden (KFinlLO1kl)
- Kommendör av Ungerska republikens Förtjänstorden (KUngRFO)
- Riddare av 1. klass av Finlands Vita Ros’ orden (RFinlVRO1kl)
- Riddare av Franska Hederslegionen (RFrHL)